# Veste Heldburg

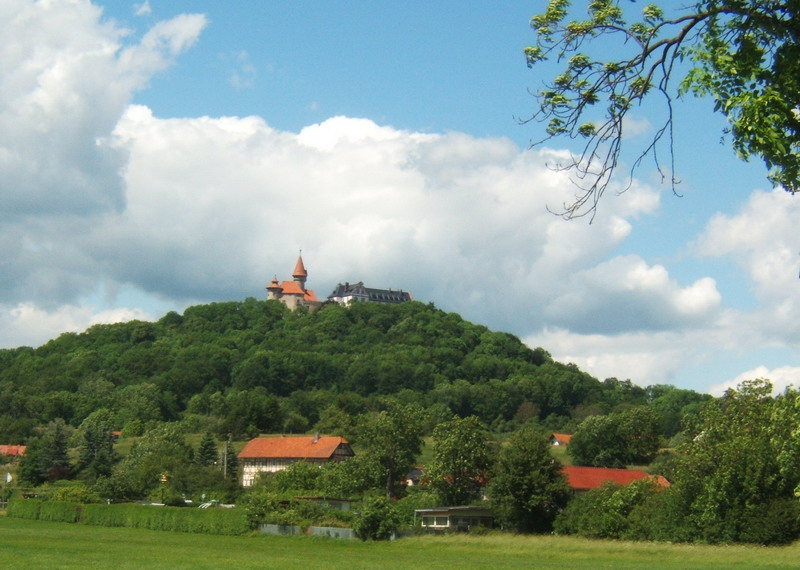
Aspecto geral do Veste Heldburg visto à distância.

O Veste Heldburg é um castelo de topo de colina datado da Alta Idade Média, reconstruído como um palácio renascentista no século XVI. Ergue-se sobre a antiga área vulcânica de Heldburger Gangschar, a uma altitude de 405 metros sobre o cone vulcânico, acima da aldeia de Heldburg, no extremo sul do Distrito de Hildburghausen, no Estado da Turíngia. Estabelecido nos séculos XII ou XIII, devido à sua posição, é chamado desde o século XIV de "Fränkische Leuchte" ("Luz Franca"), em oposição à "Fränkischen Krone" ("Crista Franca"), localizada no visível Veste Coburg.

## História

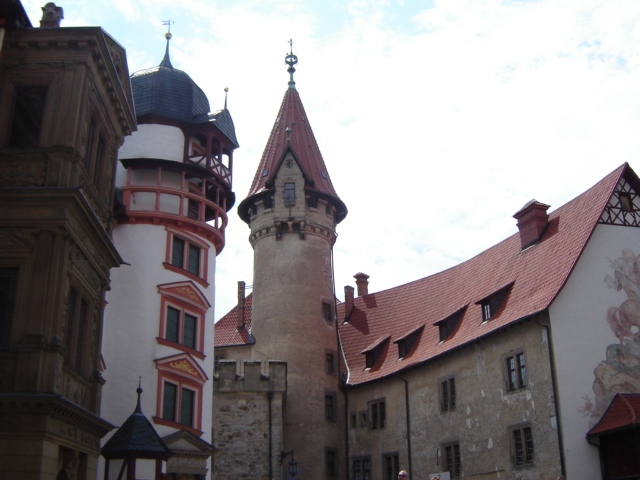
Pátio interior do Veste Heldburg

No início do século XIV o castelo estava na posse dos Condes de Henneberg-Schleusingen e servia como sede administrativa e judicial depois do centro regional de poder no Burg Struphe (hoje em ruínas, em Streufdorf) ter sido abandonado. Em 1374, o Veste Heldburg passou para os Wettin. Em 1560, João Frederico II, Duque da Saxónia, encarregou o arquitecto renascentista Nikolaus Gromann, que também tinha trabahado no Weimarer Schloss, de expandir a residência ducal.
Depois de várias conquistas e pilhagens no decorrer da Guerra dos Trinta Anos, o Veste Heldburg foi fortificado de novo e serviu de residência ao Duque de Sachsen-Hildburghausen, membro da linhagem ernestina da Casa de Weimar, passando, posteriormente, para a Casa dos Príncipes de Meininger. O Duque Jorge II empreendeu extensas renovações ao palácio entre 1874 e 1898, tendo vivido ali ocasionalmente com a sua terceira esposa, Ellen Franz, Baronesa de Heldburg, a partir de Maio de 1877.
Entre 1926 e 1945, o duque titular Jorge III e a sua esposa, Klara Maria (1895–1992), nascida Cndessa de Korff, foram os últimos propretários do Veste Heldburg. O casal foi expropriado sem indemnização em 1945. Regina de Saxe-Meiningen cresceu no Vesta Heldburg como um dos quatro filhos do casal. Jorge de Saxe-Meiningen foi juiz em Meiningen. No dia 6 de Janeiro de 1946, Jorge morreu no cativeiro soviético no Distrito Federal do Noroeste. A sua esposa fugiu para a Alemanha Ocidental com os filhos. Regina casou em 1951 com Otto von Habsburg. Em 2006, os restos mortais da Duquesa Klara Maria de Saxe-Meiningen e do seu filho Anton-Ulrich de Saxe-Meiningen, falecido em 1940, foram sepultados na cripta do Veste Heldburg. Anton-Ulrich já tinha sido sepultado na cripta durante a guerra, mas fôra transferido para o cemitério de Heldburg em 1945. No dia 10 de Fevereiro de 2010, também Regina, falecida no dia 3 desse mesmo mês, foi sepultada na cripta do Veste Heldburg. Após a morte do seu marido, ocorrida no dia 16 de Julho de 2011, o seu caixão foi transferido para Viena e sepultado ao lado do dele na Cripta Imperial.
Depois da Segunda Guerra Mundial, o Veste Heldburgn ficou na área da fronteira da RDA. Entre o início de 1948 e o final de 1949, o Amtsgericht (tribunal distrital) de Heldburg funcionou nas salas do palácio. Em 1951, o palácio foi esvaziado, tendo albergado um lar para crianças até 1982. No dia 7 de Abril de 1982, um incêndio danificou fortemente o chamado Französischen Bau (Edifício Franco), tendo destruído o interior das salas de estar e dos grandes salões de festas. A salvaguarda do edifíco ou a sua reconstrução não estava pensada.
No dia 25 de Outubro de 1994, o Veste Heldburg foi incorporado na Fundação dos Palácios e Jardins da Turíngia (Stiftung Thüringer Schlösser und Gärten. Desde então, foram feitos extensos esforços de reconstrução. O Französischen Bau foi reconstruído e ambas as janelas salientes renascentistas restauradas. Todos os telhados foram renovados. As obras continuam em andamento. No dia 2 de Junho de 2009 foi embutido uma pedra angular simbólica com documentos no pavimento do edifício. Para a sua renovação, para a reorganização do Französisch Bau e do piso térreo do Kommandantenbau (Edifício dos Comandantes) foram disponibilizados mais de cinco milhões de euros. Em Outbro de 2010 foram concluídas as obras de remodelação da Kommandantenhau, o Pfeilerhalle (Salão da Coluna) e uma antiga sala de audiências. No verão de 2013, o Veste Heldburg deve abrir como Deutsche Burgenmuseum. Em 2007 foi inaugurada uma exposição com informações sobre os objectivos do museu e uma visão geral sobre pesquisa, história e tipologia dos castelos e a sua função na Idade Média, assim como nos século XVII a XIX.

## Descrição

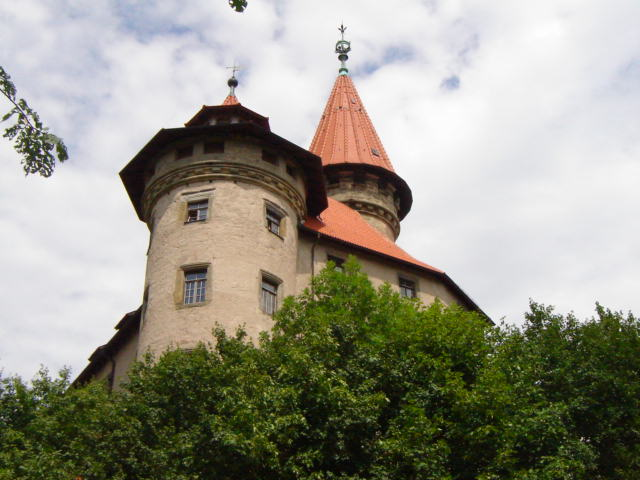
Torres do Veste Heldburg.

A fortificação inicial do século XIII forma a planta do Veste Heldburg, cujas paredes exteriores inda estavam presentes no século XIX e ainda hoje são identificáveis. A entrada é feita sobre uma ponte levadiça para o primeiro portão no zwinger. Daí, passa-se por um outro portão e por uma portaria para o pátio interior. O bebedouro dos cavalos e a casa do poço estavam nesta área. O pátio interior estava rodeado pelo Heidenbau (Edifício Heiden), pelo chamado Kommandantenbau (Edifício dos Comandantes), pelos estábulos e pelo Französische Bau (Edifício Franco), com as suas janelas salientes ornamenadas e a redonda torre-escada.
Este edifício claramente articulado pelos seus eixos de janelas, com as suas janelas salientes datadas depois de 1560 - chamadas de "Janela dos Homens" (Herrenerker) e "Janela das Senhoras" ( Frauenerker) - assume-se como a parte mais importante para a história da arte do Veste Heldburg. O Französische Bau determina o carácter palaciano do castelo visto de fora.